# Hans Hateboer
Hans Hateboer (Beerta, 9 januari 1994) is een Nederlands voetballer die doorgaans als verdediger speelt. Hij tekende in augustus 2024 een contract bij Stade Rennais, dat hem overnam van Atalanta Bergamo. Hateboer debuteerde in 2018 in het Nederlands voetbalelftal.

## Clubcarrière

### FC Groningen
Hateboer debuteerde op 18 januari 2014 in het betaald voetbal toen hij het met FC Groningen opnam tegen RKC Waalwijk. Tijdens deze wedstrijd (eindstand 1–1) gaf hij onder meer een assist en kreeg hij een rode kaart. Op 19 februari 2014 werd Hateboer vastgelegd voor een periode van drie jaar, die met terugwerkende kracht inging op 1 februari 2014. In de finale van de play-offs voor Europees voetbal maakte Hateboer een beslissend doelpunt tegen AZ. In het seizoen 2013/14 ontwikkelde hij zich van amateur uit de beloften tot vaste waarde in het elftal bij FC Groningen. In seizoen 2014/15 wint hij met zijn club de KNVB Beker.

### Atalanta Bergamo
Hateboer tekende in januari 2017 een contract bij Atalanta Bergamo, de nummer zes van de Serie A op dat moment. Hiervoor maakte hij op 19 maart 2017 zijn debuut, tijdens een met 3–0 gewonnen competitiewedstrijd thuis tegen Pescara. In seizoen 2017/18 stond hij meestal in de basis en speelde hij in de Europa League. Het hierop volgende seizoen (2018/19) werd een succesvol seizoen voor Hateboer, want hij speelde alle wedstrijden en maakte vijf doelpunten in de competitie. Ook voor Atalanta werd het een goed seizoen. De club eindigde als derde en kwalificeerde zich voor het eerst in de historie voor de Champions League. 
Hierdoor maakte Hateboer in seizoen 2019/20 zijn debuut in de Champions League. Hij maakte woensdag 19 februari 2020 zijn eerste doelpunt in de Champions League. De rechtervleugelverdediger werkte na een kwartier een voorzet van Papu Gómez tegen de touwen en zette Atalanta zo op 1-0 tegen Valencia. Ook zijn tweede tegen Valencia werd gemaakt. Daarmee maakte hij de eerste treffer voor Atalanta in de knock-outfase van de UEFA Champions League in de geschiedenis van de club. In de kwartfinale werd Atalanta uitgeschakeld door PSG. Tot de 90'ste minuut stond Atalanta voor door een doelpunt van Mario Pasalic, maar PSG draaide het in de blessuretijd om door goals van Marquinhos en Eric Maxim Choupo-Moting.
In het seizoen 2023/24 won Hateboer samen met landgenoten Teun Koopmeiners, Marten de Roon en Mitchel Bakker de Europa League, onder andere door Leverkusen in de finale met 3-0 te verslaan. Hateboer viel die wedstrijd zes minuten voor het einde in. Het zou zijn 245'ste en laatste wedstrijd zijn Hateboer. In die zevenenhalf seizoen kwam hij tot twaalf goals en 21 assists. 

### Stade Rennes
In augustus 2024 tekende Hateboer voor twee seizoenen bij het Franse Stade Rennais, dat 3 miljoen euro neerlegde voor de rechtervleugelverdediger. 

## Clubstatistieken
| Seizoen         | Club             | Competitie      | Competitie | Competitie | Beker | Beker | Internationaal | Internationaal | Play-offs | Play-offs | Totaal | Totaal |
| Seizoen         | Club             | Competitie      | Wed.       | Dlp.       | Wed.  | Dlp.  | Wed.           | Dlp.           | Wed.      | Dlp.      | Wed.   | Dlp.   |
| --------------- | ---------------- | --------------- | ---------- | ---------- | ----- | ----- | -------------- | -------------- | --------- | --------- | ------ | ------ |
| 2013/14         | FC Groningen     | Eredivisie      | 14         | 0          | 0     | 0     | —              | —              | 4         | 1         | 18     | 1      |
| 2014/15         | FC Groningen     | Eredivisie      | 23         | 0          | 5     | 1     | 2              | 0              | —         | —         | 30     | 1      |
| 2015/16         | FC Groningen     | Eredivisie      | 31         | 1          | 2     | 0     | 6              | 0              | 2         | 1         | 41     | 2      |
| 2016/17         | FC Groningen     | Eredivisie      | 19         | 1          | 2     | 1     | —              | —              | —         | —         | 21     | 2      |
| 2016/17         | Atalanta Bergamo | Serie A         | 6          | 0          | 0     | 0     | —              | —              | —         | —         | 6      | 0      |
| 2017/18         | Atalanta Bergamo | Serie A         | 33         | 0          | 2     | 0     | 8              | 0              | —         | —         | 43     | 0      |
| 2018/19         | Atalanta Bergamo | Serie A         | 35         | 5          | 4     | 0     | 4              | 1              | —         | —         | 43     | 6      |
| 2019/20         | Atalanta Bergamo | Serie A         | 32         | 0          | 1     | 0     | 9              | 2              | —         | —         | 42     | 2      |
| 2020/21         | Atalanta Bergamo | Serie A         | 22         | 2          | 2     | 0     | 6              | 0              | —         | —         | 30     | 2      |
| 2021/22         | Atalanta Bergamo | Serie A         | 21         | 0          | 2     | 0     | 7              | 0              | —         | —         | 30     | 0      |
| 2022/23         | Atalanta Bergamo | Serie A         | 17         | 1          | 2     | 1     | —              | —              | —         | —         | 19     | 2      |
| 2023/24         | Atalanta Bergamo | Serie A         | 23         | 0          | 2     | 0     | 7              | 0              | —         | —         | 32     | 0      |
| 2024/25         | Stade Rennais    | Ligue 1         | 15         | 0          | 0     | 0     | 0              | 0              | —         | —         | 0      | 0      |
| Carrière totaal | Carrière totaal  | Carrière totaal | 291        | 10         | 24    | 3     | 49             | 3              | 6         | 2         | 355    | 18     |

## Interlandcarrière
Hateboer maakte deel uit van Nederland –20 en Nederland –21. Hij debuteerde op 23 maart 2018 in het Nederlands voetbalelftal, tijdens een met 0–1 verloren oefeninterland thuis tegen Engeland, net als invaller Wout Weghorst. Dat duel was het eerste onder leiding van bondscoach Ronald Koeman. In dat jaar speelde hij nog twee maal een deel van een oefeninterland. Hierna volgt een jaar (2019) waarin hij niet in de selectie wordt opgenomen, of zonder speelminuten in de selectie is opgenomen. Hij is een van vele alternatieven op de positie van rechtsback. In 2020 komt hij wel weer in actie tijdens 8 interlands. In 2021 mist hij de eerste drie interlands door een blessure, en mag hij niet mee naar het EK.
| Interlands van Hans Hateboer voor Nederland | Interlands van Hans Hateboer voor Nederland | Interlands van Hans Hateboer voor Nederland | Interlands van Hans Hateboer voor Nederland | Interlands van Hans Hateboer voor Nederland | Interlands van Hans Hateboer voor Nederland |
| №                                           | Datum                                       | Wedstrijd                                   | Uitslag                                     | Soort Wedstrijd                             | Goals                                       |
| ------------------------------------------- | ------------------------------------------- | ------------------------------------------- | ------------------------------------------- | ------------------------------------------- | ------------------------------------------- |
|                                             |                                             |                                             |                                             |                                             |                                             |
| Als speler van Atalanta Bergamo             |                                             |                                             |                                             |                                             |                                             |
| 1.                                          | 23 maart 2018                               | Nederland – Engeland                        | 0 – 1                                       | Vriendschappelijk                           |                                             |
| 2.                                          | 4 juni 2018                                 | Italië – Nederland                          | 1 – 1                                       | Vriendschappelijk                           |                                             |
| 3.                                          | 16 oktober 2018                             | België – Nederland                          | 1 – 1                                       | Vriendschappelijk                           |                                             |
| 4.                                          | 4 september 2020                            | Nederland – Polen                           | 1 – 0                                       | Nations League 2020/21                      |                                             |
| 5.                                          | 7 september 2020                            | Nederland – Italië                          | 0 – 1                                       | Nations League 2020/21                      |                                             |
| 6.                                          | 7 oktober 2020                              | Nederland – Mexico                          | 0 – 1                                       | Vriendschappelijk                           |                                             |
| 7.                                          | 11 oktober 2020                             | Bosnië en Herzegovina – Nederland           | 0 – 0                                       | Nations League 2020/21                      |                                             |
| 8.                                          | 14 oktober 2020                             | Italië – Nederland                          | 1 – 1                                       | Nations League 2020/21                      |                                             |
| 9.                                          | 11 november 2020                            | Nederland – Spanje                          | 1 – 1                                       | Vriendschappelijk                           |                                             |
| 10.                                         | 15 november 2020                            | Nederland – Bosnië en Herzegovina           | 3 – 1                                       | Nations League 2020/21                      |                                             |
| 11.                                         | 18 november 2020                            | Polen – Nederland                           | 1 – 2                                       | Nations League 2020/21                      |                                             |
| 12.                                         | 8 juni 2022                                 | Wales – Nederland                           | 1 – 2                                       | Nations League 2022/23                      |                                             |
| 13.                                         | 14 juni 2022                                | Nederland – Wales                           | 3 – 2                                       | Nations League 2022/23                      |                                             |

## Erelijst
| Competitie         | Aantal       | Jaren        |
| FC Groningen       | FC Groningen | FC Groningen |
| ------------------ | ------------ | ------------ |
| KNVB beker         | 1x           | 2014/15      |
| Atalanta Bergamo   |              |              |
| UEFA Europa League | 1x           | 2023/24      |

1 Gallon ·
2 Hateboer ·
3 Truffert ·
4 Wooh ·
5 Theate ·
6 Matusiwa ·
7 Grønbaek ·
8 Santamaria ·
9 Kalimuendo ·
10 Gouiri ·
11 Blas ·
14 Bourigeaud ·
22 Assignon ·
23 Omari ·
28 Kamara ·
30 Mandanda  ·
33 D. Doué ·
34 Salah ·
36 Seidu ·
38 Jaouab ·
39 Lambourde ·
40 Lembet ·
41 Do Marcolino ·
43 Nagida ·
55 Østigård ·
80 Alemdar ·
Coach: Génésio
· Keeperstrainer: Sorin